# FK Bobrujsk
FK Bobrujsk (biał. ФК «Бабруйск») – białoruski klub piłkarski z siedzibą w Bobrujsku. W 1995 został rozwiązany.

## Historia
Chronologia nazw:
- 1984: Traktar Bobrujsk (biał. «Трактар» (Бабруйск))
- 1992: Fandok Bobrujsk (biał. «Фандок» (Бабруйск))
- 1995: FK Bobrujsk (biał. ФК «Бабруйск»)

Klub piłkarski został założony w 1984. Do 1992 roku występował pod nazwą Traktar. W mistrzostwach Białorusi przyjął nazwę Fandok W 1995 roku klub zmienił nazwę FK Bobrujsk. Po zakończeniu sezonu 1995 został rozwiązany.

## Osiągnięcia
- Finalista Pucharu Białorusi (1): 1994